# Famille Gagarine
Pour les articles homonymes, voir Gagarine (homonymie).
La famille Gagarine (en russe Гагарин, parfois translittéré Gagarin) est une maison princière riourikide originaire de la région de Briansk, en Russie. Elle descend des princes souverains de Starodoub.

## Origines
La famille Gagarine se réclame du viking Riourik, premier prince varègue de Novgorod et fondateur de la dynastie riourikide qui règne sur le territoire de la « Rus' de Kiev » jusqu'au XIIe siècle, puis sur la Moscovie à partir de 1276.
L'arbre généalogique des princes Gagarine fait remonter leur ascendance à ce prestigieux ancêtre par le grand-prince Ivan Vsevolodovitch, apanagiste de la principauté souveraine de Starodoub. Son descendant direct au quatrième degré, Michaïl Ivanovitch (1224-1281), à son tour prince souverain de Starodoub, donne naissance à trois fils dont le benjamin, Youri dit « Gagara », est la souche de la maison Gagarine.
Youri « Gagara » — qui tient ce surnom du plongeon, oiseau aquatique des régions septentrionales — a en effet, à son tour, trois héritiers mâles qui conservent le sobriquet de leur père et sont à l'origine de tous les princes Gagarine :
1. Daniel, cité en 1550, est l'auteur d'une lignée éteinte en 1860 ;
2. Dimitri, cité en 1555, est l'auteur de la lignée 1 toujours présente ;
3. Youri, cité en 1556, est l'auteur de la lignée 2 toujours présente.

Malgré leur illustre ascendance, l'histoire russe montre que les princes Gagarine ne jouent guère un rôle marquant dans l'empire des tsars avant la fin du XVIIe siècle, sauf à assurer leur position de boyards de haut rang. Ce n'est qu'à partir des années 1700 qu'ils se mettent au service du monarque et en sont récompensés par des titres, des biens et des faveurs. Les princes Gagarine ont été titulaires de nombreuses décorations et ordres militaires ou civils de l'Empire russe. L'un d'eux, Pavel Pavlovitch Gagarine, présente la particularité de les avoir tous reçus.
Le nom de Gagarine est parfois porté en Russie par des familles ou des personnes n'ayant aucun lien avec cette maison princière. C'est le cas du cosmonaute Youri Gagarine qui a d'ailleurs vivement réfuté toute parenté.

## Parentèle
Par l'ancêtre commun Riourik, la famille Gagarine cousine avec les plus anciennes maisons princières russes. Notamment :
- Les princes Gortchakov, Volkonski, Bariatinski, Repnine, Obolenski, Stcherbatov, Dolgorouki, Eletsky-Seleznev (Елецкий-Селезнев), qui sont de la lignée des princes de Tchernigov issus de Wladimir le Grand, grand prince de Kiev, descendant de Riourik.
- Les princes Wiazemski, Kozlovski et Kropotkine, par les princes de Smolensk (dont Wladimir II le Monomaque), descendants de Riourik.
- Les princes Drutskoi-Sokolinski et Poutiatine (en), qui sortent des princes de Galicie-Volhynie, descendants de Riourik.
- Les princes Schakhovskoi et Lvov, issus des princes de Iaroslavl, descendants de Riourik.
- Les princes Sviatopolk, branches Mirski et Tchetvertinski, par les princes de Tourov, descendants de Riourik.
- Les familles Lobanov-Rostovski et Kossatkine-Rostovski, Vadbolski, les princes Belosselski et Oukhtomski, qui sont de la lignée des princes de Rostov, descendants de Riourik.

## Principales figures

### Lignée 1
- Matvei Petrovitch Gagarine (†1721), voïévode de Nertchinsk de 1693 à 1706, est nommé président du prikaze (administrateur) de la Sibérie par le tsar Pierre Ier de Russie. En 1707, il devient gouverneur de la province de Moscou. Il retourne en 1711, en tant que gouverneur, en Sibérie d'où il encourage, au nom du tsar, des expéditions vers les îles Kouriles et le Kamtchatka[6]. Il est le premier Gagarine à exercer un rôle marquant au service du tsar. Ses excès en Sibérie et les immenses richesses qu'il y accumule lui attirent cependant la disgrâce du souverain : il est arrêté et exécuté par pendaison le 17 juillet 1721. Sa fortune est confisquée, son fils Alexis condamné à servir comme simple matelot et sa fille cadette enfermée au couvent[7].
- Vassili Ivanovitch Gagarine (cité dès 1692), neveu du précédent, est appelé par son oncle en 1711 à Iakoutsk, au siège du gouvernement de Sibérie, pour organiser les expéditions en mer d'Okhotsk vers les Kouriles et le Kamtchatka[8]. Sa haute position sociale le fait qualifier de stolnic knyaz[9]. Cette position n'est pas affectée par la disgrâce de son oncle et il est plus tard nommé gouverneur de Novgorod par le tsar Pierre Ier.
  - Sergei Vassilievitch Gagarine (1713-1782), fils du précédent, sénateur de l'Empire, est admis au Conseil privé de la Cour. Dont cinq fils :
    - Vassili Sergeevitch Gagarine (†1791), fils ainé du précédent. Mort sans postérité.
    - Sergei Sergeevitch Gagarine (1745-1798), frère cadet du précédent, succède à son père au Conseil privé de la Cour.
      - Nikolai Sergeevitch Gagarine (1784-1842), fils du précédent. Commandant la 1re division d'infanterie lors du siège de Moscou en 1812, il se distingue la même année à la bataille de la Moskova. En 1819, il épouse Maria Alexeeva Bobrinkaya, petite-fille de l'impératrice Catherine II et du prince Grigori Orlov. Le 16 octobre 1833, il est nommé vice-président du cabinet du tsar Nicolas 1er. Il meurt assassiné par un de ses anciens gardes-forestiers. Sa descendance directe est toujours assurée (2010).
      - Sergei Sergeevitch Gagarine (1795-1852), frère du précédent, dirige les théâtres impériaux de 1829 à 1833.
        - Sergei Sergeevitch Gagarine (1832-1890), fils du précédent, collectionneur, membre du conseil de l'université Shtiglica, meurt sans postérité.

    - Pavel Sergeevitch Gagarine (1747-1789), troisième fils de Sergei Vassilievitch
      - Pavel Pavlovitch Gagarine (1789-1872), fils du précédent, vice-chancelier de l'Empire en 1867, président du Conseil des ministres, président du Conseil d'État, procureur général du Sénat de Moscou (1864), vice-président du Conseil de l'Empire, etc. Il présente la particularité d'avoir été récipiendaire de tous les ordres et décorations de la Russie impériale.

    - Ivan Sergeevitch Gagarine (1754-1810), quatrième fils de Sergei Vassilievitch, diplomate, succède à son père au Conseil privé de la Cour. Sa descendance directe est toujours assurée (2010).
      - Sergei Ivanovitch Gagarine (1777-1862), fils du précédent.
        - Ivan Sergeevitch Gagarine (1814-1882), fils du précédent, diplomate, devient prêtre jésuite et fonde la revue Étvdes.

      - Grigori Ivanovitch Gagarine (1782-1837), second fils de Ivan Sergeevitch.
        - Grigori Grigorievitch Gagarine (1850-1918), petit-fils du précédent, est député à la Douma, conseiller d'État. Il assure les fonctions de maréchal de la noblesse de Kline et devient chambellan de l'empereur Nicolas II de 1905 à 1915.
          - Grigori Grigorievitch Gagarine (1876-1905), fils du précédent, est un ingénieur et capitaine de frégate de la marine russe. Il meurt à bord du cuirassé Empereur Alexandre III, lors d'un combat naval contre la flotte japonaise dans le détroit de Tsushima[10].

    - Fedor Sergeevitch Gagarine (1757-1794), cinquième fils de Sergei Vassilievitch, est un général-major de l'armée russe. Exerçant successivement les commandements du régiment de grenadiers de Moscou et du régiment de grenadiers de Sibérie, il est en poste à Varsovie en 1794, lors du soulèvement de la population polonaise (celui-ci aboutira quelques mois plus tard à la sanglante bataille de Praga). Dès les premiers jours, le 17 avril, il est pris par les insurgés et frappé à mort à la tempe avec le cerclage d'une roue.
      - Fedor Fedorovitch Gagarine (1786-1863), fils du précédent, est un officier de l'armée russe. Mort sans postérité.

### Lignée 2
- Alexeï Ivanovitch Gagarine (1756-1820), descendant direct de Youri au huitième degré, reçoit à cinq ans le grade de sergent de la garde impériale. Sénateur, membre du Conseil privé de la Cour, membre du Conseil de l'Empire.
- Grigori Ivanovitch Gagarine (1782-1837), ambassadeur de Russie, président du Conseil de l'Empire, secrétaire d'État, il est récompensé par l'ordre de Saint-Jean de Jérusalem (Russie impériale) le 31 octobre 1800, membre d'honneur de l'Académie des Beaux-Arts de Russie, etc., est connu pour sa liaison aventureuse avec Marie Narychkine, née princesse Tchetvertynsky et par ailleurs maîtresse, en même temps, de l'empereur Alexandre Ier. La naissance d'un garçon à la paternité discutée oblige Grigori Gagarine à fuir la Russie. De son union avec Catherine Petrovna Soïmonoff (1790-1873) naissent cinq enfants, dont le peintre Grigori Grigoriévitch qui suit.
  - Grigori Grigorievitch Gagarine (1810-1893), fils du précédent, est un général-major, diplomate et mécène. Vice-président de l'Académie impériale des beaux-arts de Saint-Pétersbourg, cet amateur d'art est également un peintre.
    - Yekaterina Grigorievna Gagarina (1844–1920)
    - Grigori Gagarine (1850) ;
    - Maria Gagarine (1851-1941)
    - Anastasia Gagarine (1853).

  - Evgueni Grigorievitch Gagarine (1811-1886), gendre du prince Alexandre Stourdza, propriétaire de Mansyr, arrière-arrière-grand-père de l'actrice française Macha Meril née en 1940, ancêtre de Frédérick Gersal [11].
- Gavriil Petrovitch Gagarine (1745-1808) est un membre du Conseil d'État de l'empire russe.
  - Pavel Gavrilovitch Gagarine (1777-1850), fils du précédent, nommé lieutenant-général en 1799, est l'aide-de-camp du futur empreur Alexandre II. Ambassadeur de Russie auprès du roi de Sardaigne, grand-maître de la loge franc-maçonne russe, il dirige le département de l'Inspection militaire. Sa première femme, née Anna Petrovna Lopoukhine (1777-1805), est connue pour avoir été la maîtresse de l'empereur Paul Ier[12].
- Ivan Alexeïevitch Gagarine (1771-1832), sénateur, chambellan, membre du Conseil privé de la Cour, se distingue à la guerre russo-turque de 1768-1774. Il est décoré après la prise d'Izmaïl.
  - Alexandre Ivanovitch Gagarine (1801-1857), fils du précédent, est un général russe.
  - Dimitri Ivanovitch Gagarine, frère du précédent, est un général major, gouverneur de la ville de Kertch.

## Portraits

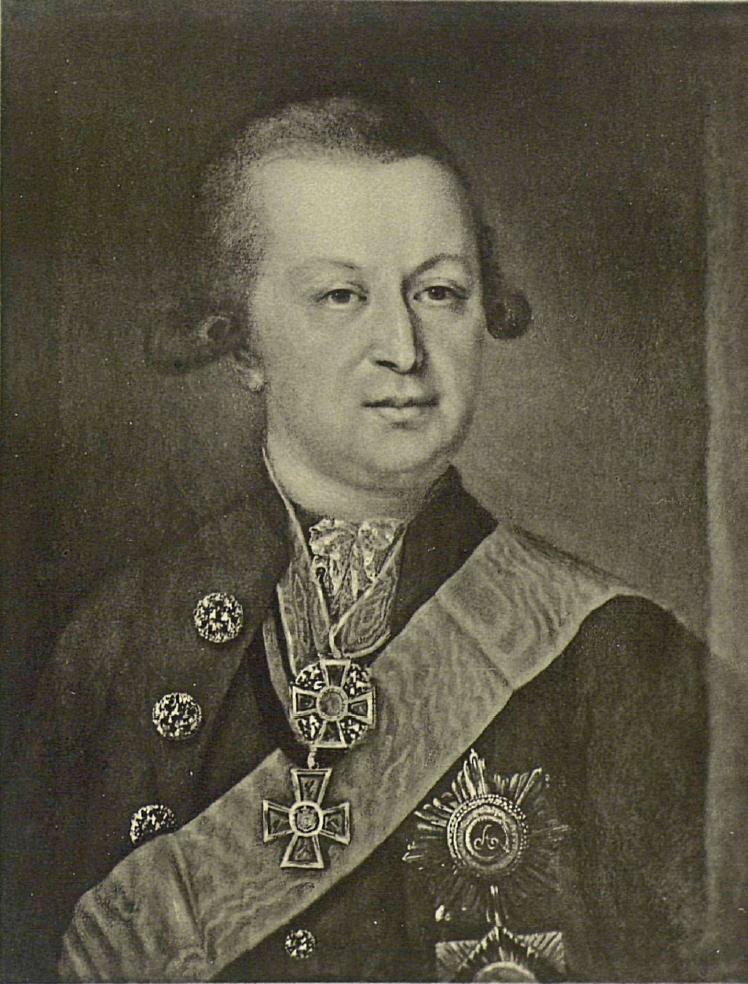
Gavriil Petrovitch Gagarine (1745-1808)
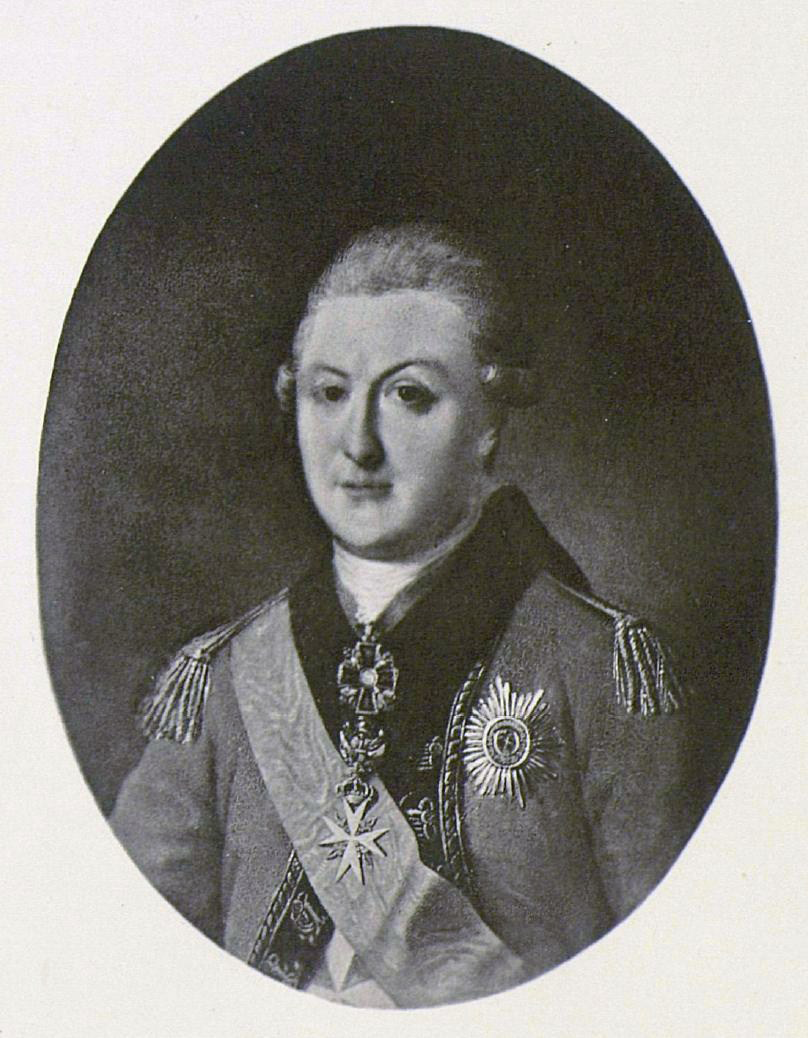
Pavel Gavriilovitch Gagarine (1777-1850)
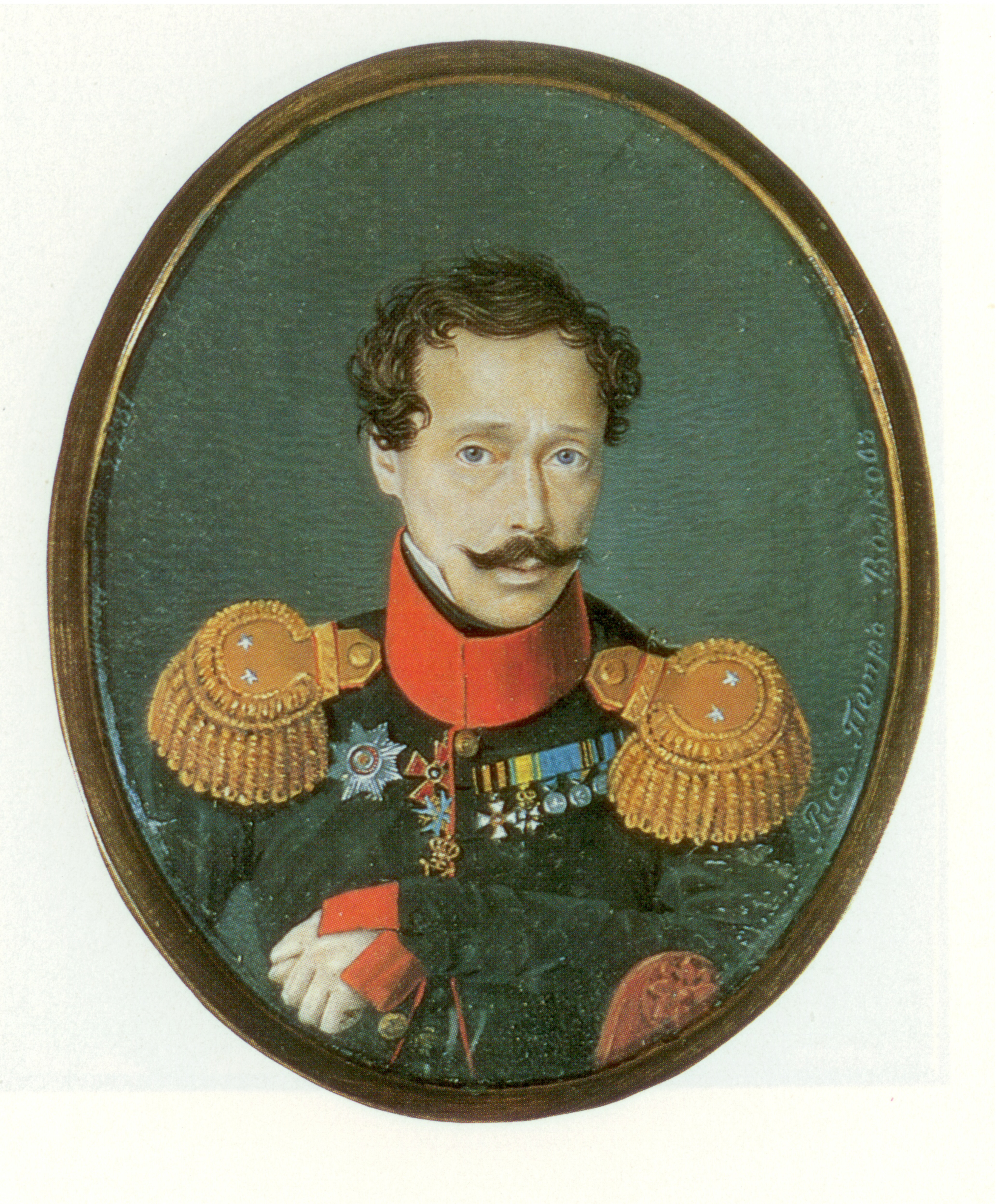
Fedor Fedorovitch Gagarine (1786-1863)
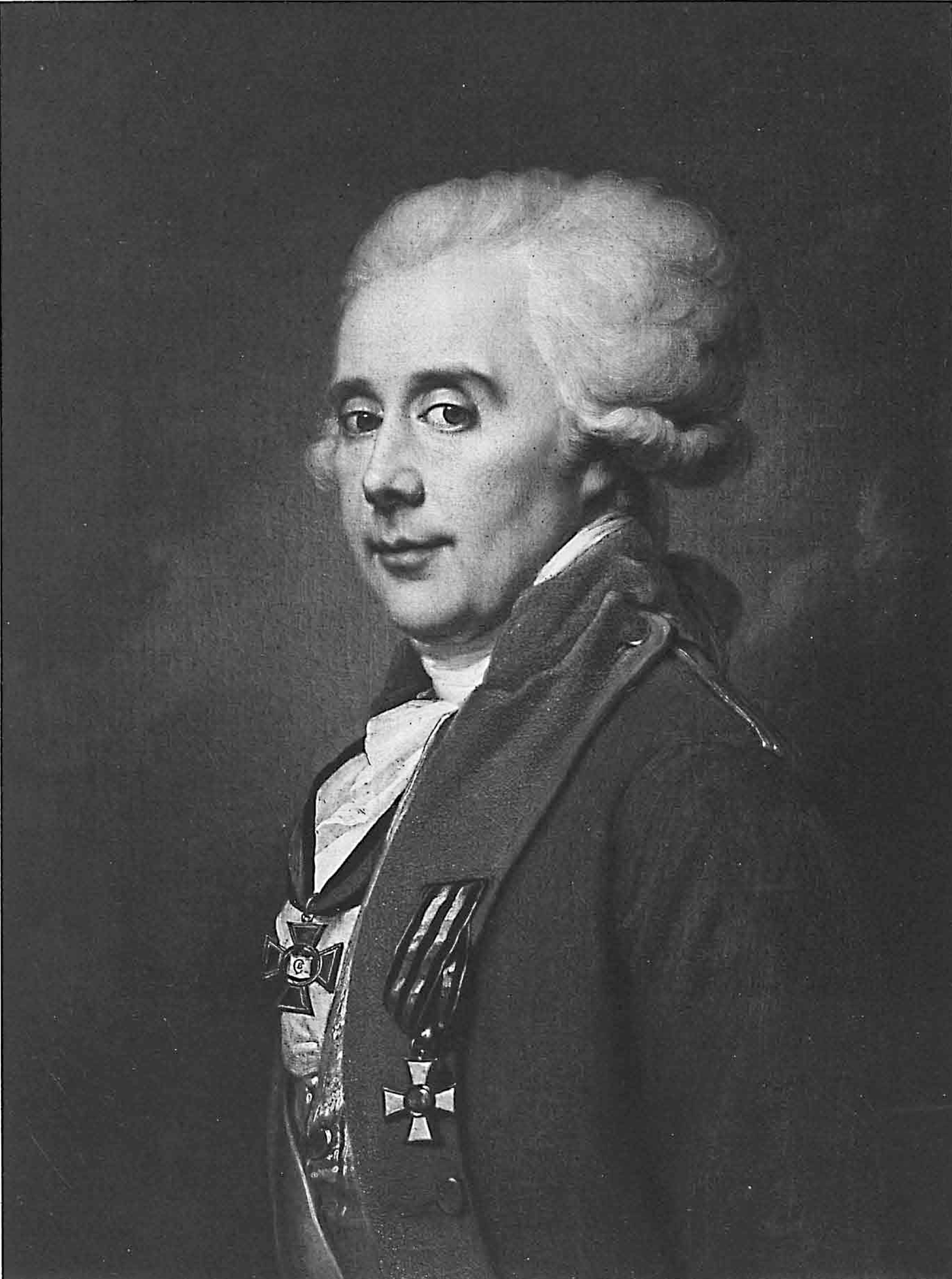
Fedor Sergeevitch Gagarine (1757-1794)
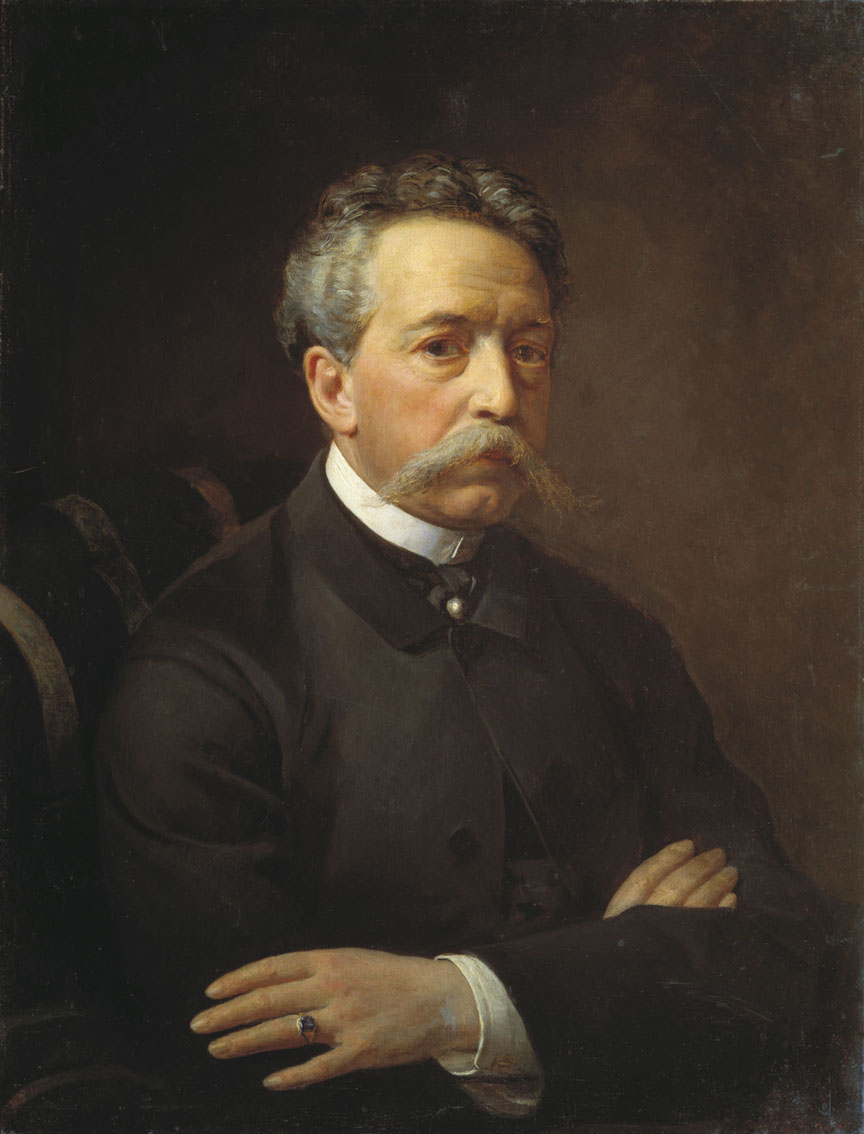
Grigory Grigorievitch Gagarine (1810-1893)
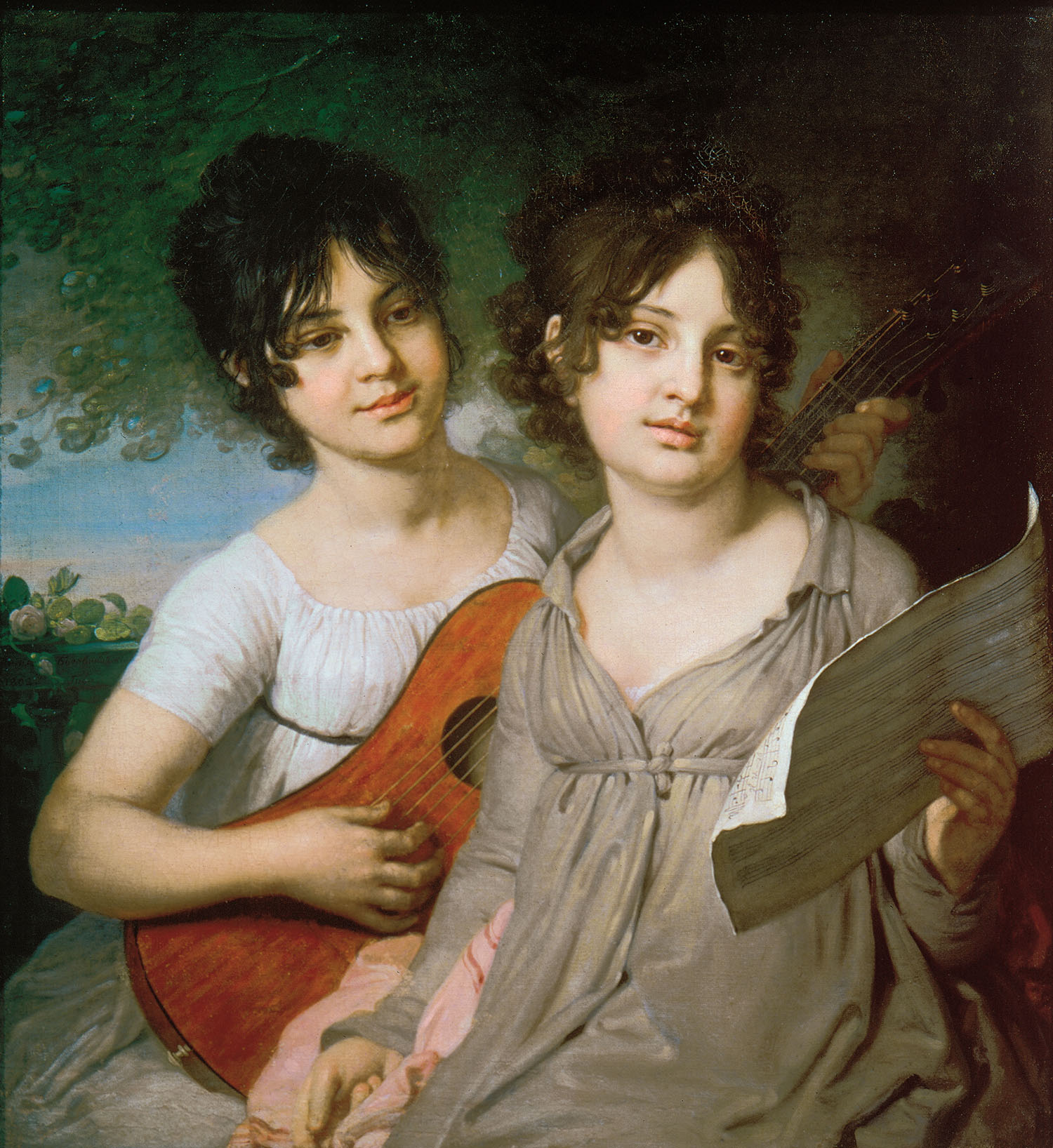
Les filles du prince Gavriil Petrovitch (Vladimir Borovikovski, 1802)
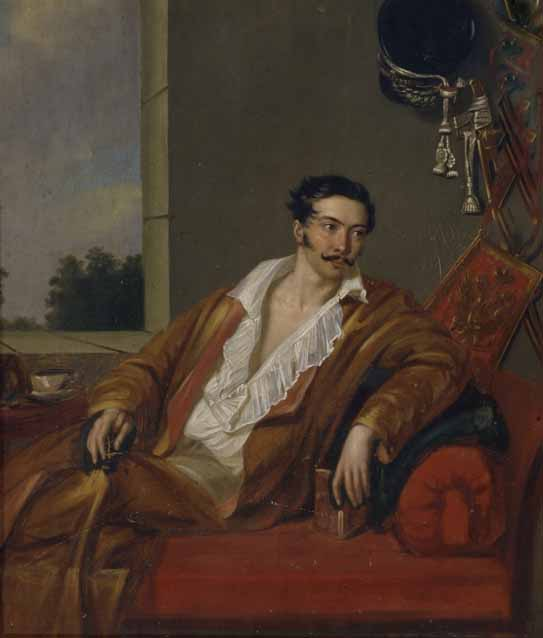
Vassily Fedorovitch Gagarine (1787-1829)
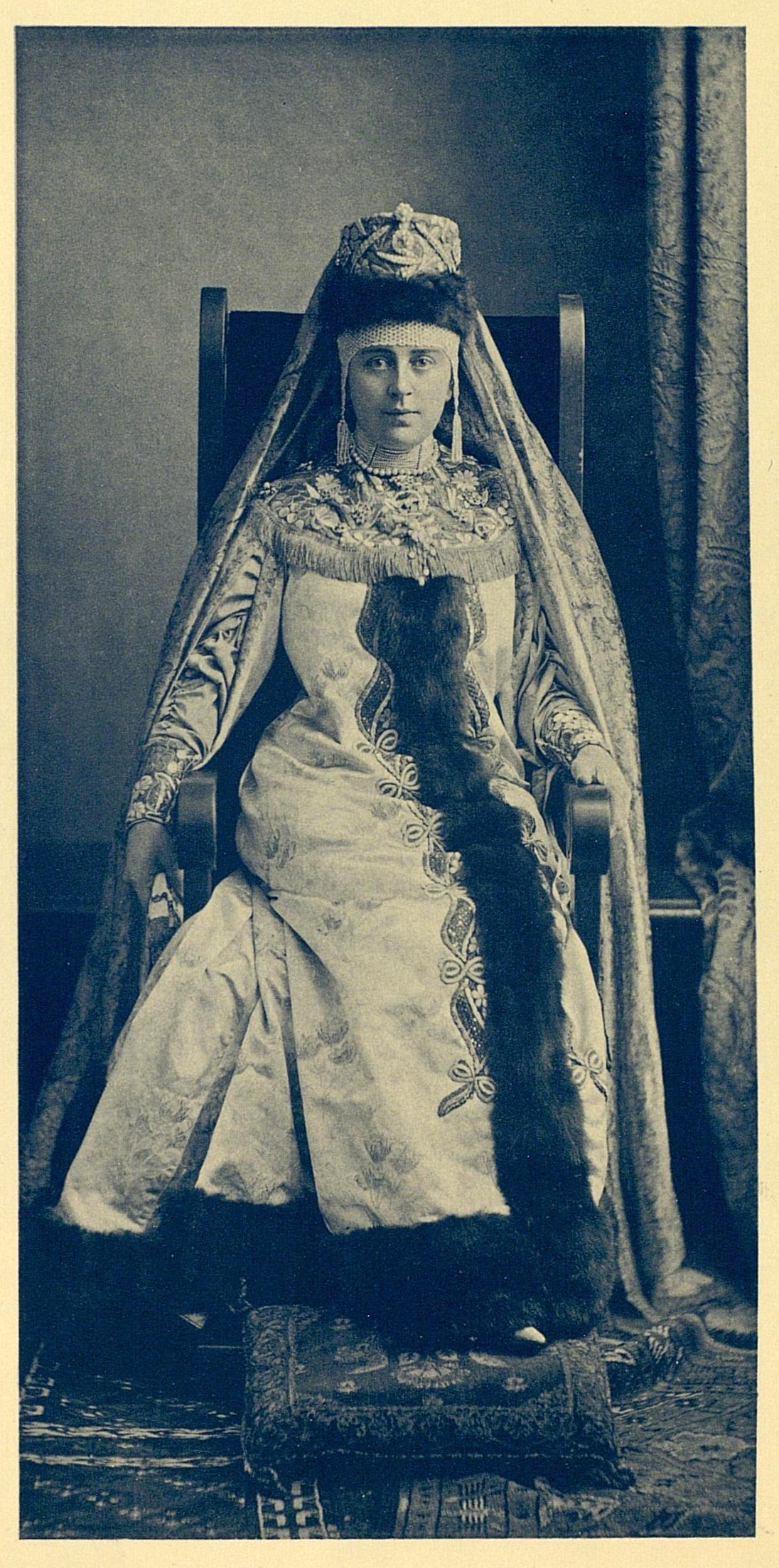
Princesse Tatiana Gagarine en tenue de bal (1903)
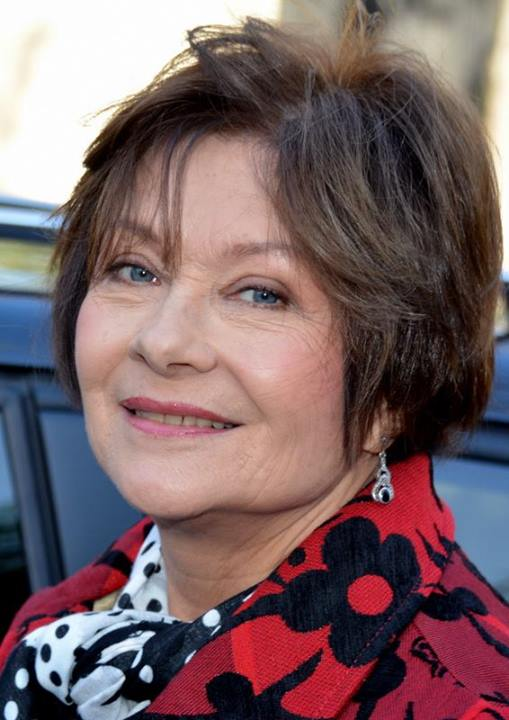
Macha Méril en 2013
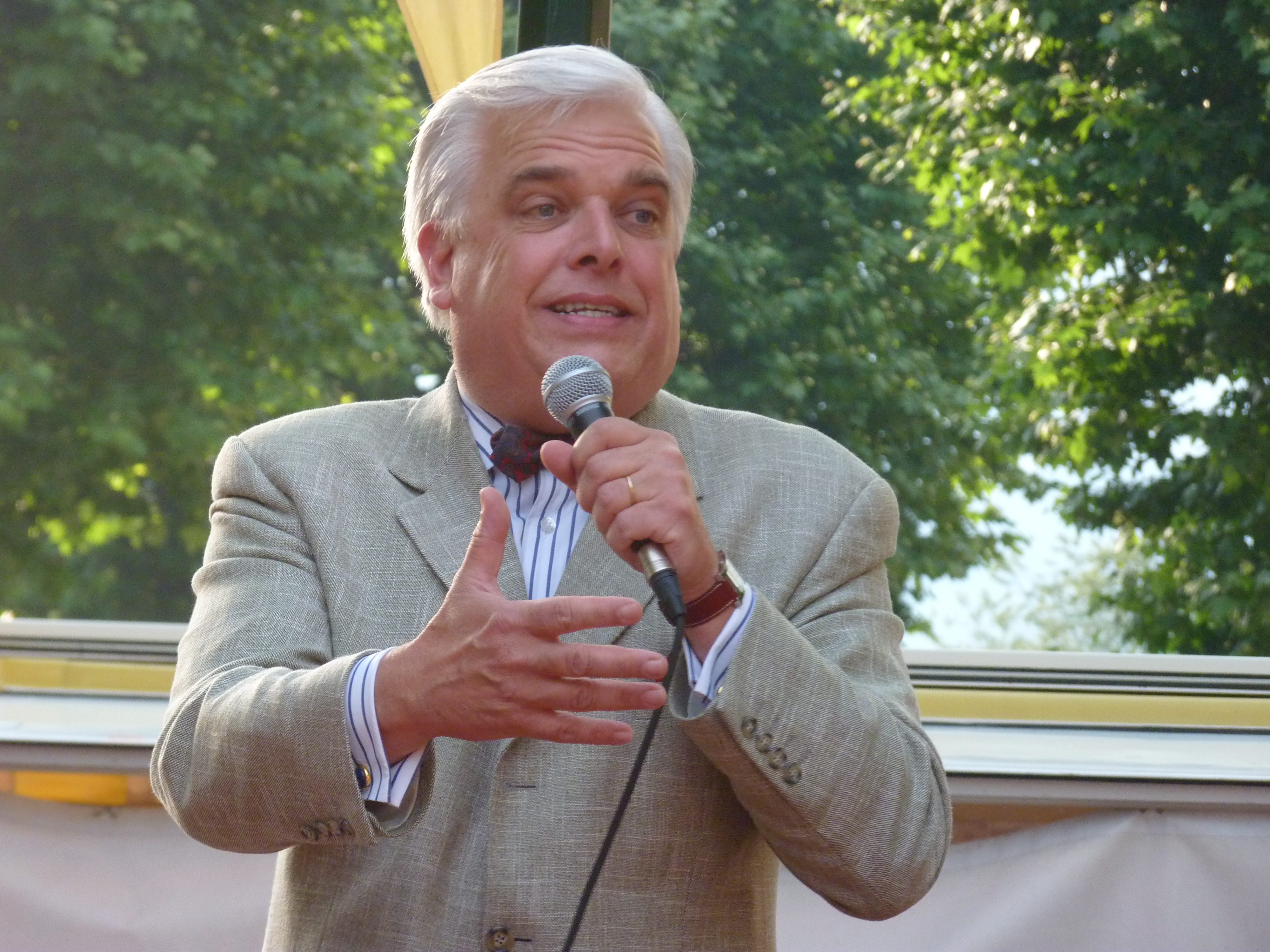
Frédérick Gersal